# Guidimaka

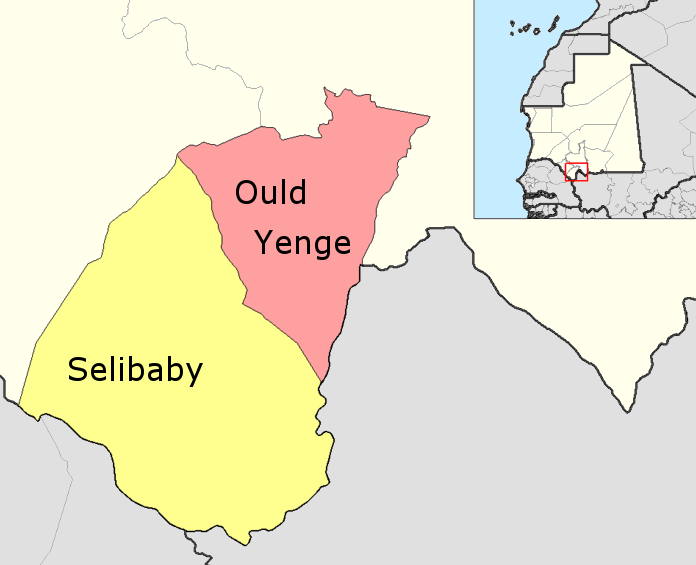
Départements in Guidimaka

Guidimaka (arabisch ولاية غيديماغا, DMG Wilāyat Ġīdīmāġā) ist die südlichste Region des afrikanischen Staates Mauretanien und ist der sechste Verwaltungsbezirk des Landes, der nur eine kleine Fläche abdeckt.
Die Hauptstadt ist Sélibaby; Guidimaka gliedert sich in zwei Départements: Sélibaby und Ould Yengé.
Im Südwesten bildet der Senegalfluss die Grenze zum gleichnamigen Staat, im Südosten grenzt Guidimaka an Mali, im Nordosten an die Verwaltungsregion Assaba und im Nordwesten an Gorgol.
Die Bevölkerungszahl der Region hat in den Jahren 2000 bis 2023 von 177.707 auf 363.075 Einwohner zugenommen.